# Mathew Barzal
Mathew Barzal (né le 26 mai 1997 à Coquitlam, en Colombie-Britannique au Canada) est un joueur professionnel canadien de hockey sur glace.

## Biographie

### En club

#### Ligues mineures
Mathew Barzal débute en 2012 dans la Ligue de hockey de la Colombie-Britannique (LHCB) avec l'Express de Coquitlam. Il rejoint ensuite les Thunderbirds de Seattle dans la Ligue de hockey de l'Ouest (LHOu) pour la saison 2013-2014. Après deux saisons avec les Thunderbirds, il est repêché à la 16e position du repêchage d'entrée dans la LNH 2015 par les Islanders de New York.

#### Débuts en LNH (2016-2018)
Il signe le 10 septembre un contrat d'entrée de 3 ans avec l'équipe .
Le 15 octobre 2016, il joue son premier match dans la Ligue nationale de hockey avec les Islanders face aux Capitals de Washington. Après deux matchs, il est retourné aux Thunderbirds dans la LHOu avec lesquels il remporte le championnat 2017 et est nommé Most Valuable Player (en français, joueur le plus utile) avec 25 points en 16 matchs .
Barzal inscrit son premier point en LNH le 15 octobre 2017 grâce à une assistance pour Josh Bailey et son premier but le 19 octobre, 4 jours plus tard. Il inscrit un nouveau record d'équipe pour une recrue avec 5 assistances en un seul match le 5 novembre contre l'Avalanche du Colorado .
Le 9 février suivant, dans une victoire 7 à 6 contre les Red Wings de Détroit il devient la première recrue de l'histoire de la LNH avec 3 matchs à 5 points dans sa première saison depuis Joe Malone en 1917 . Au total il inscrit 85 points, dont 63 assistances, avec les Islanders au cours de la saison 2017-2018, ce qui lui permet de remporter le trophée Calder .
Durant ses premières années il vit avec Dennis Seidenberg et sa famille qui l'ont accueillis le temps qu'il s'acclimate à la vie new-yorkaise. Il séjourne donc dans la banlieue de New York sur Long Island avant de changer de lieu de vie après la fin de carrière de Dennis.

#### Leader de l'équipe (2018-)
À la suite du départ imprévu du joueur vedette de la franchise John Tavares pour l'équipe des Maple Leafs de Toronto en 2018
, Mathew Barzal devient prématurément le joueur numéro 1 de l'équipe
 après seulement une seule saison dans la LNH et est pressenti pour devenir capitaine des Islanders mais cet honneur reviendra à Anders Lee. Malgré des résultats collectifs en hausse, ses statistiques individuelles n'augmentent pas mais il maintient néanmoins une moyenne d'environ un point par match en s'affirmant comme le joueur principal de l'équipe
.
Durant cette période, il est sélectionné deux fois de suite pour le Match des étoiles de la LNH
 et il s'y fait remarquer en remportant le trophée du patineur le plus rapide en battant le triple champion en titre Connor McDavid en 2020.
Son contrat d'entrée se termine à la suite de la saison 2019-2020 de la LNH, qui a dû être raccourcie à 70 matchs à cause de la pandémie de Covid-19 . Il devient donc un agent libre restreint et rate les premiers jours de camp d'entraînement avant de signer un contrat de 3 ans et 7 millions de dollars par an. Il deviendra donc agent libre restreint en 2023.
Il reprend la saison écourtée 2020-2021 en janvier ne comptant que 56 matchs avec des divisions hermétiques entre elles (8 matches contre les 7 équipes de la division Est). Le journal NBC Sports le nomme quinzième meilleur joueur de la LNH pour le démarrage de la saison et le journal TSN de son côté le place trente-quatrième meilleur patineur de la ligue.

### En équipe nationale
Barzal joue pour l'équipe du Canada dès 2014 et aide l'équipe à remporter une médaille de bronze au championnat du monde des moins de 18 ans. La même année il remporte la Coupe Hlinka-Gretzky . Il est à nouveau sélectionné l'année suivante pour le championnat du monde des moins de 18 ans et remporte à nouveau le bronze.
Barzal est sélectionné en 2017 pour les championnats du monde junior et nommé en tant qu'assistant capitaine. Il aide le Canada à remporter la médaille d'argent et se classe dans le top 10 des buteurs du tournoi .
Après sa remarquable première saison en LNH, il est appelé en sélection canadienne avec 3 coéquipiers de sa franchise, Jordan Eberle, Anthony Beauvillier et Josh Bailey pour le Championnat du monde de hockey sur glace 2018 où il s'y fait encore remarquer en inscrivant 7 points en 7 matchs lors de la phase de poule.

### Vie privée
Barzal parle français, il a notamment pris des cours de français lorsqu'il était à l'école.Pendant son temps avec les Islanders, il se lit d'amitié avec Anthony Beauvillier, lui aussi canadien et repêché la même saison que Barzal.

## Statistiques

### En club
| Saison     | Équipe                  | Ligue      |     | Saison régulière | Saison régulière | Saison régulière | Saison régulière | Saison régulière |    | Séries éliminatoires | Séries éliminatoires | Séries éliminatoires | Séries éliminatoires | Séries éliminatoires |
| Saison     | Équipe                  | Ligue      | PJ  | B                | A                | Pts              | Pun              | PJ               | B  | A                    | Pts                  | Pun                  |                      |                      |
| 2012-2013  | Express de Coquitlam    | LHCB       | 6   | 0                | 2                | 2                | 6                | -                | -  | -                    | -                    | -                    |                      |                      |
| 2013-2014  | Thunderbirds de Seattle | LHOu       | 59  | 14               | 40               | 54               | 20               | 9                | 1  | 5                    | 6                    | 4                    |                      |                      |
| 2014-2015  | Thunderbirds de Seattle | LHOu       | 44  | 12               | 45               | 57               | 20               | 6                | 4  | 4                    | 8                    | 4                    |                      |                      |
| 2015-2016  | Thunderbirds de Seattle | LHOu       | 58  | 27               | 61               | 88               | 58               | 18               | 5  | 21                   | 26                   | 16                   |                      |                      |
| 2016-2017  | Islanders de New York   | LNH        | 2   | 0                | 0                | 0                | 6                | -                | -  | -                    | -                    | -                    |                      |                      |
| 2016-2017  | Thunderbirds de Seattle | LHOu       | 41  | 10               | 69               | 79               | 20               | 16               | 7  | 18                   | 25                   | 16                   |                      |                      |
| 2017-2018  | Islanders de New York   | LNH        | 82  | 22               | 63               | 85               | 30               | -                | -  | -                    | -                    | -                    |                      |                      |
| 2018-2019  | Islanders de New York   | LNH        | 82  | 18               | 44               | 62               | 46               | 8                | 2  | 5                    | 7                    | 8                    |                      |                      |
| 2019-2020  | Islanders de New York   | LNH        | 68  | 19               | 41               | 60               | 44               | 22               | 5  | 12                   | 17                   | 10                   |                      |                      |
| 2020-2021  | Islanders de New York   | LNH        | 55  | 17               | 28               | 45               | 48               | 19               | 6  | 8                    | 14                   | 19                   |                      |                      |
| 2021-2022  | Islanders de New York   | LNH        | 73  | 15               | 44               | 59               | 18               | -                | -  | -                    | -                    | -                    |                      |                      |
| 2022-2023  | Islanders de New York   | LNH        | 58  | 14               | 37               | 51               | 22               | 6                | 2  | 0                    | 2                    | 2                    |                      |                      |
| 2023-2024  | Islanders de New York   | LNH        | 80  | 23               | 57               | 80               | 34               | 5                | 2  | 3                    | 5                    | 4                    |                      |                      |
| 2024-2025  | Islanders de New York   | LNH        | 30  | 6                | 14               | 20               | 4                | -                | -  | -                    | -                    | -                    |                      |                      |
| Totaux LNH | Totaux LNH              | Totaux LNH | 530 | 134              | 328              | 462              | 252              | 60               | 17 | 28                   | 45                   | 43                   |                      |                      |

### En équipe nationale
| Année | Équipe          | Compétition                  |    | PJ | B | A  | Pts | Pun                |  | Résultat |
| 2014  | Canada - 18 ans | Coupe Hlinka-Gretzky         | 5  | 2  | 5 | 7  | 0   | Médaille d'or      |  |          |
| 2014  | Canada U18      | Championnat du monde -18 ans | 7  | 3  | 1 | 4  | 6   | Médaille de bronze |  |          |
| 2015  | Canada U18      | Championnat du monde -18 ans | 7  | 3  | 9 | 12 | 0   | Médaille de bronze |  |          |
| 2016  | Canada U20      | Championnat du monde junior  | 5  | 2  | 1 | 3  | 0   | 6e place           |  |          |
| 2017  | Canada U20      | Championnat du monde junior  | 7  | 3  | 5 | 8  | 4   | Médaille d'argent  |  |          |
| 2018  | Canada          | Championnat du monde         | 10 | 0  | 7 | 7  | 4   | 4e place           |  |          |

## Trophées et honneurs personnels

### Ligue nationale de hockey
- 2017-2018 :
  - remporte le trophée Calder
  - nommé recrue du mois de janvier
  - sélectionné dans l'équipe d'étoiles des recrues
- 2018-2019 : participe au 64e Match des étoiles (1)
- 2019-2020 : participe au 65e Match des étoiles (2)
- 2023-2024 : participe au 68e Match des étoiles (3)